# Ranitomeya rubrocephala
Ranitomeya rubrocephala är en groddjursart som först beskrevs av Schulte 1999.  Ranitomeya rubrocephala ingår i släktet Ranitomeya och familjen pilgiftsgrodor. IUCN kategoriserar arten globalt som otillräckligt studerad. Inga underarter finns listade i Catalogue of Life.